# Takahiro (escritor)
Takahiro (タカヒロ Takahiro?) es un novelista, mangaka y guionista japonés. Es el presidente del estudio japonés de novelas visuales Minato Soft.
Es mejor conocido por su serie de anime y manga Akame ga Kill! y Yūki Yūna wa Yūsha de Aru.

## Trabajos

### Manga
- Akame ga Kill! (ilustrado por Tetsuya Tashiro; 2010–2016)[2]
- Akame ga Kill! Zero (ilustrado por Kei Toru; 2013–2019)[2]
- Hinowa ga Crush! (ilustrado por strelka; 2017–2022)[3]
- Mato Seihei no Slave (ilustrado por Yōhei Takemura; 2019–)[4]
- Gokusotsu Kraken (ilustrado por Kei Toru; 2022–)[5]

### Novelas visuales

#### Acreditado como escritor
- Tsuyokiss (2005)
- Kimi ga Aruji de Shitsuji ga Ore de (coescrita junto a Makoto Kanata; 2007)
- Maji de Watashi ni Koishinasai! (2009)
  - Maji de Watashi ni Koishinasai! S (2011)
  - Maji de Watashi ni Koishinasai! A-set (2018)
- Anekōji Naoko to Gin'iro no Shinigami (coescrita junto a Ō Jackson; 2015)
- Kurogane Kaikitan -Sen'ya Ichiya- (2015)
- Shōjo-tachi wa Kōya wo Mezasu (2016)
- Waga Himegimi ni Eikan o (2021)

### Series de anime
- Kimi ga Aruji de Shitsuji ga Ore de (Composición de la serie, guionista; 2008)[6]
- Samurai Flamenco (Guionista; 2013–2014)[7]
- Akame ga Kill! (Creador original, supervisor de escenarios; 2014)[8]
- Yūki Yūna wa Yūsha de Aru (Creador original, guionista; 2014)[9][10]
- Shōjo-tachi wa Kōya wo Mezasu (Creador original, 2016)[11]
- Yūki Yūna wa Yūsha de Aru: Yūsha no Shō (Creador original, guionista; 2017)[12]
- Release the Spyce (Creador origina, composición de la serie, guionista; 2018)[13][14][15]
- Mini Yuri (Composición de la serie, guionista; 2019)[16]
- World Dai Star (Creador original, guionista; 2023)[17]

### OVAs
- 15 Bishōjo Hyōryūki (Creador original; 2009)[6]
- YuruYuri (Guionista; 2019)

### Novelas
- Washio Sumi wa Yūsha de Aru (2014)

### Videojuegos
- Atelier Resleriana: Forgotten Alchemy & the Liberator of Polar Night (Guionista; 2023)[18]

Referencias: